# Laughter
〈Laughter〉是日本樂團Official髭男dism的第四張數位限定單曲，由波麗佳音於2020年7月10日發行。這首歌是2020年7月23日上映日本電影『信用詐欺師JP：公主篇』的主題曲。

## 背景
2020年1月20日，髭男宣布將負責電影『信用詐欺師JP：公主篇』主題曲，並創作了這首歌。這是繼〈ノーダウト(無可置疑)〉、〈Pretender〉之後『信用詐欺師JP』系列的第三首主題曲。
2月6日，電影『信用詐欺師JP：公主篇』發布預告片，歌曲首次披露。

## 製作
信用詐欺師JP的製作人問髭男：「髭男版本的〈A Whole New World〉怎麼樣？」，爾後就開始製作。歌詞描述了他們決定離開家鄉並以音樂為謀生的那段時光，並將此時的心情與歌詞融為一體進行製作，這首歌講述了"活出自我"和"與對自己來說重要的事物一起走過人生"的美好。
以下節錄自樂隊自身對於《HELLO EP》的採訪：
藤原：就像是我來到東京時的心態。至少對我來說，這就是歌詞中所表達的意思。歌詞中把鳥比喻為「朝著自己想做的事努力追求的心」。在搬到東京之前，當我是一名上班族時，工作很辛苦，但也很有意義，透過工作我遇到了很多不可替代的人，但最困難的是做音樂的時間越來越少。
藤原：工作結束後進入錄音室的時間有限，而且像現在這樣能夠細緻地一起編排的機會也不多。就在這種情況下，是否要上京的問題出現了，父母擔心我能不能養活自己，有些人也會問我「真的能做到嗎？」等等。不過，對我來說，不是能否做到的問題，而是因為我認為從事音樂的生活是最幸福的，所以才決定來東京。我希望能把這種感受表達在歌詞中，於是這首歌就這樣誕生了。
初期階段就有討論「可能要加入這個」，但我希望主要還是以樂隊的聲音為主。像很多硬搖滾樂隊在做抒情歌曲時，比如電影『世界末日』的史密斯飛船樂團，也有使用弦樂，但樂團的音聲仍然是主軸。我想要那種壯闊的感覺。
松浦：錄製這首歌時，我使用了我的第一套古董鼓。 我覺得這對音質有很大影響，完全錄出了好聲音。最一開始聽起來很簡單，但後來加上弦樂之後就變得恰到好處了……我想問藤原，這首歌在創作時你預想的完成度是怎樣的？
以下節錄自APPLE MUSIE對髭男的《HELLO EP》的採訪：
松浦:「我的家人比較能理解我的心情。他們不僅認識樂團成員,也能感受到我們四個人對音樂的熱情,所以有為我們加油,叫我們盡 力而為。」
藤原:「話雖如此,但家人其實還是很擔心吧!不過就像松浦說的, 我們在老家發行首張專輯的時候, 他的家人一直關注著我們的活動，我們也表現出對音樂的熱情,所以最後他們也願意支持我們到東京發展。離開熟悉的街道雖然讓人不安,但和這件事比起來,我們更不喜歡讓自己因為工作或其他事情, 減少做音樂的時間。為了做出更好的音樂,我們四個人非常想去東京。」
松浦:「我們還在老家的時候,只要有空,我們就會待在一個好像隨時會有狸貓出現的鄉間車庫錄音室裡,從半夜玩音樂玩到天亮,這讓我們成長不少。」

## MV
於2020年7月17日發佈在YouTube上。導演是新保拓人，他曾為許多日本樂團製作MV。這部電影是一個長篇故事，講述了女孩們之間的友誼，她們實施了一個宏偉的計劃，在不遠的將來建造一座花園。
在公演『Official髭男dism Road to「one man tour 2021-2022」』中，演唱〈Laughter〉曲目時，舞台後方大螢幕上呈現出MV中的另一個故事。

## 商業表現
2021年3月17日，該歌曲在Billboard JAPAN的串流媒體累積播放次數超過1億次。

### 認定
|                            | 認證 (RIAJ) | 認定單位       |
| -------------------------- | ----------- | -------------- |
| 下載                       | 金          | 13.9萬以上     |
| 串流媒體                   | 白金        | 一億次播放次數 |
| *僅基於認證的下載/播放次數 |             |                |